# Argyractis leucostrialis
Argyractis leucostrialis là một loài bướm đêm trong họ Crambidae.